# Toledo (Iowa)
 For alternative betydninger, se Toledo. (Se også artikler, som begynder med Toledo)
Toledo er en amerikansk by og administrativt centrum for det amerikanske county Tama County i staten Iowa. I 2000 havde byen et indbyggertal på 2.539.

## Ekstern henvisning
- Toledos hjemmeside (engelsk)

41°59′36″N 92°34′45″V / 41.99333°N 92.57917°V